# غلشن أباد (تشناران)
غلشن‌ أباد (بالفارسية: گلشن‌آباد) هي قرية تقع في قسم تشناران الريفي (مقاطعة تشناران) في إيران. يقدر عدد سكانها بـ 72 نسمة .